# Giacomo Ricci
Giacomo Ricci (nasceu a 30 de Março de 1985 em Milão) e é um piloto de carros Italiano.

## Carreira

### Fórmula BMW
Ricci começou a sua carreira nos monolugares pilotando na Fórmula BMW ADAC alemã em 2001 e 2002, sendo que o melhor campeonato que teve terminou em 7º.

### Fórmula Renault
Ricci competiu também numa corrida do Campeonato Italiano de Fórmula Renault em 2001, e competiu em rondas da Taça Norte Europeia de Fórmula Renault 2.0 e na Fórmula Renault 2.0 Eurocup em 2002.  Em 2003 "deu" um passo para trás, indo competir na Fórmula Júnior 1600 espanhola, acabando o campeonato em 4º lugar.  Neste ano também pilotou numa corrida da Fórmula TR 2000 Pro Series, campeonato baseado na América do Norte.  Em 2004 pilotou em 8 corridas das World Series by Nissan, campeonato que foi renomeado no ano seguinte, passando a ser World Series by Renault.

### Fórmula 3000
De 2004 a 2007, Ricci pilotou na F3000, nos campeonatos da Fórmula 3000 Euro, da Fórmula 3000 Italiana e das Euroseries 3000.  Depois de não somar pontos nas primeiras corridas da temporada de 2004 da Fórmula 3000, ficou em 3º lugar na temporada de 2005 de Fórmula 3000 Italiana. Em 2006, pilotando para a equipa Fisichella Motorsport, ganhou o campeonato, com 5 vitórias e 13 pódios.  Em 2007 competiu só em algumas rondas e acabou o campeonato em 5º, optando por se focar na Champ Car Atlântico.

### Champ Car Atlântico
Ricci competiu no Campeonato Atlântico de Champ Car na equipa Conquest Racing.  Acabou o campeonato em 6º lugar, não somando qualquer vitória ou pódio. Foi o 3º melhor rookie em 2007, atrás de Franck Perera e Robert Wickens.

### GP2 Series
Ricci recebeu uma chamada para as GP2 Series em 2008 para substituir o lesionado Michael Herck na equipa David Price Racing na primeira ronda do campeonato, devido ao facto de o Belga-Romeno se ter lesionado na GP2 Asia Series.

### GT Open Internacional
Ricci está também a competir na classe GTS no GT Open Internacional, no campeonato de 2008.

## Registo de corridas

### Sumário da carreira
| Época | Campeonato                                    | Nome da equipa        | Corridas | Poles | Vitórias | Pontos | Lugar Final |
| ----- | --------------------------------------------- | --------------------- | -------- | ----- | -------- | ------ | ----------- |
| 2001  | Fórmula BMW ADAC                              | CTS-Motorsport        | 20       | 0     | 1        | 94     | 7º          |
| 2001  | Fórmula Renault 2.0 Itália                    | Toby Fortec Racing    | 1        | 0     | 0        | 0      | NC          |
| 2002  | Fórmula Renault 2.0 Alemanha                  | SL Formula Racing     | 8        | 0     | 0        | 26     | 28º         |
| 2002  | Fórmula Renault 2.0 Eurocup                   | KUG Motorsport        | 6        | 0     | 0        | 0      | NC          |
| 2002  | Fórmula BMW ADAC                              | KUG-DeWalt Racing     | 6        | 0     | 0        | 15     | 18º         |
| 2003  | Fórmula Júnior 1600 Espanha                   | ?                     | ?        | ?     | ?        | 106    | 4º          |
| 2003  | Campeonato Mundial de Inverno de Fran-Am 2000 | Team Italia           | 1        | 0     | 0        | 30     | 29º         |
| 2004  | World Series by Nissan                        | Vergani Racing        | 8        | 0     | 0        | 4      | 19º         |
| 2004  | Fórmula 3000 Euro                             | Power Tech            | 4        | 0     | 0        | 0      | NC          |
| 2005  | Fórmula 3000 Italiana                         | Astromega             | 8        | 0     | 0        | 33     | 3º          |
| 2006  | Fórmula 3000 Euroseries                       | Fisichella Motorsport | 18       | 1     | 5        | 106    | 1º          |
| 2007  | Fórmula 3000 Euroseries                       | G-Tec ELK Motorsport  | 6        | 0     | 2        | 37     | 5º          |
| 2007  | Champ Car Atlântico                           | Conquest Racing       | 12       | 0     | 0        | 188    | 6º          |
| 2008  | GP2 Series                                    | David Price Racing    | 4        | 0     | 0        | 0      | 28º*        |
| 2008  | GT Open Internacional                         | Villois Racing (GTS)  | 4        | 0     | 1        | 26     | 4º*         |

* Época em curso.